# Jag ska bli en bättre vän
Jag ska bli en bättre vän är Mattias Alkberg BD:s andra album, släppt 2005. Man har lagt de politiska budskapen åt sidan och låtarna handlar i stället om vänskap och kärlek. Förutom för låten "Stenar" som har tydlig politisk förankring.

Musikproducenten Björn Olsson hjälpte till att skapa skivan under några intensiva veckor tillsammans med bandet i studion i Luleå. Låten "Dunkar varmt" är en cover på en låt av Tant Strul.

## Låtlista
1. Politix
2. Livet är hårt mot de mjuka
3. Uh uh uh
4. Kamratskap rock
5. Fri vilja och press
6. Ta helg
7. Stenar
8. Dunkar varmt
9. Ragnar
10. Ändra på allt